# Blue Note Records
Blue Note Records je jazzové hudební vydavatelství, které v roce 1939 založili Alfred Lion a Max Margullis. Později se k této dvojici přidal i Francis Wolff. Název vzniknul z tzv. „blue notes” (modré noty), které jsou typické pro jazz a blues. Vydavatelství Blue Note Records je v současnosti vlastněné korporací EMI Group.
Historie Blue Note je nerozlučně spjata s hard bopovým stylem, který míchá bebop s jinými hudebními žánry, jako jsou soul, blues, R&B nebo gospel. Mezi nejdůležitější hudebníky, kteří nahrávali pro Blue Note patří: Horace Silver, Jimmy Smith, Lee Morgan, Freddie Hubbard, Art Blakey či Grant Green.

## Historie

### Začátky
Alfred Lion je původem německý Žid, který poprvé slyšel jazz jako malý chlapec v Berlíně. V roce 1937 utekl před Hitlerem do New Yorku. Už v roce 1939 nahrával v pronajatém studiu pianisty Alberta Ammonse a Meade Lux Lewise. Blue Note byl zpočátku jen on a komunistický spisovatel Max Margullis, který celý projekt vymyslel. První nahrávky tohoto vydavatelství byly zaměřeny na hot jazz a boogie woogie. Prvním hitem se stal standard Summertime, který pro Blue Note nahrál Sidney Bechet.
Během nahrávání se hudebníkům nabízely alkoholické nápoje a nahrávání se většinou konalo brzo ráno, když hudebníci skončili svá vystoupení v barech a nočních podnicích. Mezi hudebníky začala být tato nahrávací společnost až neobvykle známá. Bylo to především díky geniální době nahrávání a svobodě, s jakou se hudebníci mohli vyjadřovat k jakékoli fázi nahrávání.

### Bebop
Na konci války pracoval jako hledač talentů pro Blue Note saxofonista Ike Quebeck. Vybíral si hudebníky, kteří preferovali nový styl jazzového hraní — bebop. Tento styl vytvořili a zpopularizovali především Dizzy Gillespie a Charlie Parker.
V roce 1947 nahrál svoje první session pro Blue Note pianista Thelounius Monk. Byla to také první nahrávka, na které hrál bubeník Art Blakey. Monkovy nahrávky pro Blue Note z let 1947–1952 se sice neprodávaly zrovna nejlépe, ačkoli byly pozdější kritikou označeny jako jedny z nejdůležitějších prací bebopové éry.
Jinými důležitými hudebníky ve stáji Blue Note byli pianisté Tadd Dameron, Bud Powell, trumpetisté Fats Navarro
a Howard McGhee (spolu s trombonistou J. J. Johnsonem) a saxofonista James Moody. Powellovy nahrávky z této doby jsou považovány za jeho vůbec nejlepší.
Několik nahrávacích session měli také Miles Davis a J. J. Johnson, kteří oba stáli u rozvoje bebopu. V této době už kolem sebe soustředili muzikanty, se kterými tvořili nové hudební styly.

### Hard bop
V roce 1951 vydalo Blue Note svůj první 10" vinyl. Společnost si brzy našla nové talenty jakými byli například Horace Silver (který u Blue Note vydržel celé čtvrtstoletí), the Jazz Messengers (původně svébytná skupina, která se ale brzy stala doprovodnou skupinou Art Blakeymu), Milt jackson (který později nahrával pod hlavičkou Modern Jazz Quartetu), Cliford Brown či Herbie Nichols. Největším rozdílem mezi nahráváním pro Blue Note a pro jiné labely (jako byla např. Prestige Records) bylo to, že u Blue Note platili i za čas strávený zkoušením a sehráváním se, které následovalo před každým nahráváním.
V roce 1956 podepsal s Blue Noto smlouvu i legendární hráč na hamondky Jimmy Smith. V druhé polovině padesátých let vydali u tohoto vydavatelství svá debutová alba Hank Mobley, Lee Morgan, Donald Byrd a Lou Donaldson. Sonny Rollins nahrával pro tento label jen krátce — v letech 1956–57. Alba Blue Train Johna Coltrana a Somethin’ Else Cannonballa Adderleyho (na kterém si zahrál i Miles Davis nezvykle v roli sidemana) se stala vlajkovou lodí tohoto vydavatelství. Také Horace Silver a Art Blakey vydávali velmi dobrá alba.
Na začátku šedesátých let přibyl do stáje Blue Note Dexter Gordon. Původně to byl bebopový saxofonista, který ovšem strávil několik let ve vězení za přechovávání drog. U Blue Note zůstal více než pět let, během kterých nahrál několik velmi úspěšných desek (včetně těch, které byly nahrány v Evropě). Gordon také hraje na debutové desce Herbieho Hancocka. Nejen on, ale také všichni členové Miles Davis Quintetu nahrávají u Blue Note (Hancock, Wayne Shorter, Ron Carter a Tony Williams). Blue Note tehdy proslulo svou „rodinou” hudebníků, kteří bez výhrad přijímaly role sidemanů, aniž by chtěli být částí autorské skupiny. K těmto hudebníkům patřili Freddie Hubbard, Ron Carter, Hancock, Grand Green, Joe Henderson, Kenny Dorham, Lee Morgan, Hank Mobley a mnoho dalších.
V roce 1963 měl Lee Morgan velký úspěch s hitem The Sidewinder ze stejnojmenné desky. O něco později zopakoval tento úspěch Horace Silver hitem Song for My Father. Na Blue Note pak začali tlačit nezávislí distributoři, kteří si takovýchto hitů přáli víc.

### Avantgarda
Ačkoli bylo původně Blue Note zaměřeno na vydávání jazzových desek pro široké spektrum jazzových posluchačů, vycházely tu i desky, u kterých bylo hned ze začátku jasné, že velký komerční úspěch mít nebudou. Do této skupiny patřili umělci spojení s avantgardou a free jazzovým hnutím. Několik desek tu vydal svérázný pianista Andrew Hill, jednu s multiinstrumentalistou Ericem Dolphym. Dolphyho album Out of Lunch patří k těm známějším deskám, které v této době u Blue Note vycházely. Saxofonista Ornette Coleman tu vydal dvě živé desky, které nahrál se svým triem v jednom stockholmském jazzklubu a tři studiové desky (na jedné z nich sedí za bicími jeho desetiletý syn). Na začátku své kariéry nahrával pro Blue Note také pianista Cecil Taylor.
I když tato alba nebyla komerčně úspěšná, Blue Note je stále vydávalo. Lion totiž zastával názor, že je nutné dokumentovat všechny nové jazzové proudy.

### Obaly
V roce 1956 zaměstnala Blue Note Reida Milese, který před tím pracoval pro časopis Esquire. Na milesových obalech byla velmi často černobílá fotografie hudebníka, která byla pořízená v průběhu nahrávání. Tuto fotografii doplňoval jednobarevný obdélník, ve kterém bylo jednoduchým písmem vepsáno jméno alba.
V polovině padesátých navrhl pro Blue Note několik obalů i Andy Warhol.